# Sant'Angelo Lomellina
Sant'Angelo Lomellina es una localidad y comune italiana de la provincia de Pavía, región de Lombardía, con 814 habitantes.

## Evolución demográfica
| Gráfica de evolución demográfica de Sant'Angelo Lomellina entre 1861 y 2001 |
|                                                                             |
| Fuente ISTAT - elaboración gráfica de Wikipedia                             |